# Adrien Cayla-Legrand
Pour les articles homonymes, voir Cayla et Legrand.
Célestin Cayla dit Adrien Cayla ou Adrien Cayla-Legrand est un acteur français né le 26 mars 1919 à Cassagnes-Bégonhès et mort le 12 décembre 2007 à Saint-Geniez-d'Olt. Il a été actif au cinéma entre 1958 et 1986.

## Biographie
Ayant débuté à l'écran vers 1958, il s'est spécialisé dans le rôle du général de Gaulle auquel il prête ses traits à une demi-douzaine de reprises — dans des apparitions muettes — tant dans des productions françaises (Martin soldat, L'Armée des ombres, Le Bon et les Méchants, La Carapate) que dans des coproductions internationales (Chacal).

## Filmographie

### Cinéma
- 1958 : Le Miroir à deux faces de André Cayatte : Un invité à l'anniversaire de Véronique
- 1961 : Les lions sont lâchés de Henri Verneuil : Un dineur
- 1962 : Les Culottes rouges de Alex Joffé : Un musicien de l'orchestre
- 1963 : Mélodie en sous-sol de Henri Verneuil : Un employé du casino
- 1963 : Les Veinards de Jean Girault : Un badaud, (dans le sketch Le Gros lot)
- 1964 : Une ravissante idiote de Édouard Molinaro : Un invité
- 1964 : Du grabuge chez les veuves de Jacques Poitrenaud : Un homme à l'enterrement
- 1964 : La Chasse à l'homme de Édouard Molinaro : Un invité chez Walter
- 1964 : Allez France ! de Robert Dhéry : Un infirmier
- 1965 : Fantomas se déchaîne de André Hunebelle : Un inspecteur
- 1966 : Paris brûle-t-il ? de René Clément : Un prisonnier à Pantin
- 1966 : Martin soldat de Michel Deville : Charles de Gaulle
- 1966 : Le Grand Restaurant de Jacques Besnard : Un dineur
- 1967 : Les Compagnons de la marguerite, de Jean-Pierre Mocky : Un invité à la projection
- 1967 : Un idiot à Paris de Serge Korber : Un fort des Halles
- 1967 : Le Samouraï de Jean-Pierre Melville
- 1967 : La Nuit des généraux (The Night of the Generals) de Anatole Litvak : Un planton de l'officier allemand
- 1968 : Les Cracks de Alex Joffé
- 1968 : Le Pacha de Georges Lautner : Un homme à l'enterrement
- 1968 : Salut Berthe ! de Guy Lefranc
- 1969 : Dossier prostitution de Jean-Claude Roy : Un ouvrier
- 1969 : L'Armée des ombres de Jean-Pierre Melville : Charles de Gaulle
- 1969 : L'Arbre de Noël de Terence Young : Un homme à la gare
- 1969 : Hibernatus de Édouard Molinaro : Un photographe
- 1970 : L'Étalon de Jean-Pierre Mocky
- 1970 : Le Cinéma de papa de Claude Berri : Un ami du père
- 1971 : Les Petites Filles modèles de Jean-Claude Roy : le prêtre
- 1973 : Chacal de Fred Zinnemann : Charles de Gaulle
- 1976 : Le Bon et les Méchants de Claude Lelouch : Charles de Gaulle
- 1978 : La Carapate de Gérard Oury : Charles de Gaulle, président
- 1983 : Le Bourreau des cœurs de Christian Gion : Charles de Gaulle
- 1985 : Glamour de François Merlet : Le client de Villeneuve

### Télévision
- 1968 : Les Enquêtes du commissaire Maigret, épisode Félicie est là de Claude Barma : Un homme dans le hall de la P.J.
- 1970 : Tête d'horloge de Jean-Paul Sassy (téléfilm)
- 1972 : Les Enquêtes du commissaire Maigret, épisode Maigret se fâche de François Villiers : Un passager à la gare